# Vườn quốc gia Río Pilcomayo
Vườn quốc gia Río Pilcomayo (tiếng Tây Ban Nha: Parque Nacional Río Pilcomayo) là một vườn quốc gia nằm ở phía đông bắc của Argentina, thuộc tỉnh Formosa, trên khu vực biên giới với Paraguay. Vườn quốc gia được thành lập vào ngày 29 tháng 9 năm 1951 để bảo vệ các đặc điểm tự nhiên nơi đây như các khu vực đồng cỏ, đầm lầy, suối, hồ và rừng, điển hình của vùng sinh thái ẩm đồng bằng Chaco. Đây cũng là khu vực nằm trong danh sách các vùng đất ngập nước có tầm quan trọng quốc tế theo Công ước Ramsar.

## Tự nhiên

### Địa hình
Nơi đây chiếm một diện tích lớn là đồng bằng, được hình thành từ Đại Cổ sinh và được đá tinh thể lấp đầy với các trầm tích hữu cơ và vô cơ, do đó tạo ra một bể trầm tích. Phần phía đông của vườn quốc gia bị chi phối bởi bùn và đất sét, tạo thành khu vực ít thấm nước, trong khi các phần phía tây chứa đất tơi và xốp hơn.
Tại đây có đường đứt gãy đã được tạo ra trong quá trình kiến tạo của dãy núi Andes, nằm song song với sông Paraguay. Địa hình vườn quốc gia là có độ dốc thoải xuống từ Tây sang Đông, có ít sự thay đổi về độ cao. Chính vì lẽ đó, trong thời gian mưa lớn và lũ lụt, khu vực này trở nên tràn ngập các hồ chứa nước được kết nối bằng các kênh rạch hình thành trong vùng thấp.
Nguồn nước chính cung cấp cho khu vực chính là từ sông Pilcomayo. Cuối phía nam của vườn quốc gia có một hồ chứa nước lớn là Laguna Blanca, là môi trường sống cho nhiều loài chim di trú từ Bắc bán cầu.

### Khí hậu
Nơi đây có khí hậu cận nhiệt đới với nhiệt độ trung bình hàng năm là 23 °C (73 °F) và lượng mưa trung bình hàng năm 1.200 mm (47 in). Nhiệt độ mùa hè có thể vượt quá 40 °C (104 °F), nhưng trong mùa đông, tại đây có sương giá. Mùa đông khô, trong khi mưa chủ yếu trong tháng 3 và tháng 11.

### Động thực vật
Thực vật của vườn quốc gia được chia thành 4 khu vực riêng biệt. 
Vùng thảo nguyên bị chi phối bởi những cây Cọ thuộc loài Copernicia alba cao trót vót, cùng với những cây bụi thân thảo thuộc chi Scirpus cùng với các loài Họ Đậu như Acacia caven và Prosopis nigra.
Vùng đầm lầy bị chi phối bởi các loài thực vật thủy sinh nổi bao gồm: Bèo tây, Họ Kèo nèo, Họ Bá vương, Anh thảo nước..
Khu vực tiếp giáp với sông Pilcomayo thường xuyên bị ngập lụt bị chi phối bởi thực vật ven sông bao gồm các loài dây leo phụ sinh, thực vật biểu sinh, sung, Ocotea.
Thảm thực vật vùng cao hơn, tại các "hòn đảo" được tạo ra trong quá trình ngập lụt với sự hiện diện của cây Quebracho.
Về động vật, đây là nhà của nhiều loài động vật có vú như: Hươu xám nhỏ, khỉ rú, báo sư tử,Lợn lòi Pecari, Chuột lang nước.. các loài chim Chim Chachalaca, Gà nước. Tại các vùng thấp là sự có mặt của Sói bờm, Đà điểu Nam Mỹ lớn, Chim mào bắt rắn.
Môi trường nước là nơi sinh sống của cò, diệc, Cò thìa hồng và Vịt. Các loài cá có Cá sấu Caiman mõm lớn và Cá sấu Caiman Yacare cùng các loài rắn nước và trăn.